# Georg Albert Geßler
Georg Albert Geßler (* 30. Juli 1851 in Leipzig; † 15. März 1935 in Dresden) war ein deutscher Jurist und von 1913 bis 1920 Präsident des Oberlandesgerichts Dresden. 

## Leben
Nach dem Schulbesuch nahm er ein Studium der Rechtswissenschaften an der Universität Leipzig auf und promovierte zum Dr. jur. Danach trat er in den sächsischen Staatsdienst auf und stieg bis zum Wirklichen Geheimen Rat und zum Ministerialdirektor im Königlich Sächsischen Justizministerium in Dresden auf. Vom 1. Oktober 1913 bis 1920 leitete er als Präsident das Oberlandesgericht Dresden.

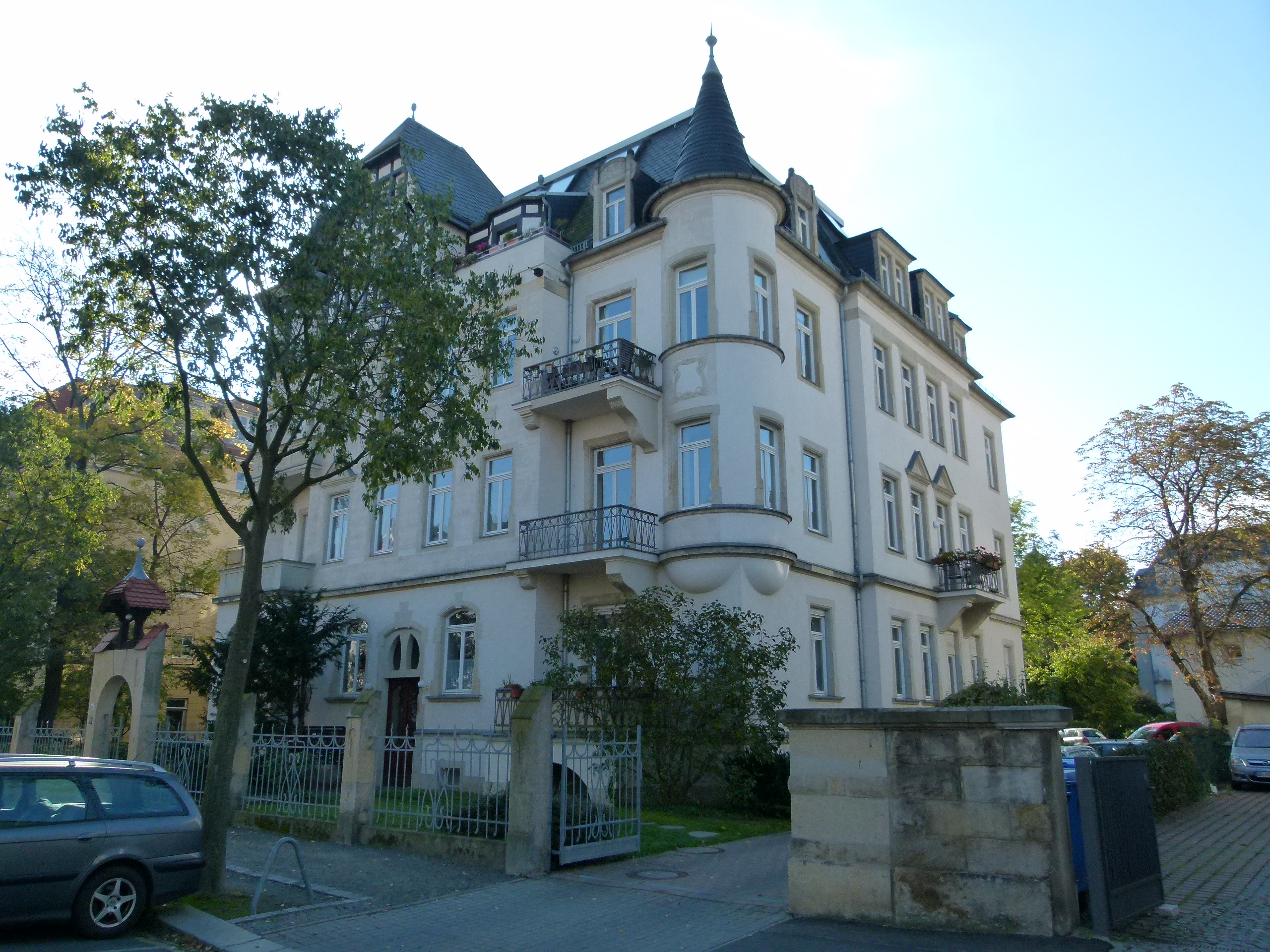
Von Geßler bewohnte Villa in Dresden

Er starb im 84. Lebensjahr 1935 im Ruhestand in seiner Villa Haydnstraße 18 in Dresden an Altersschwäche und hinterließ die Witwe Anna Sophie Geßler geb. Eschenbach und die mit dem Regierungsrat Heinrich Kunz verheiratete Tochter Herta mit drei Kindern.

## Ehrungen
Er trug den Titel Exzellenz.